# Aeroportul Rubelsanto
Aeroportul Rubelsanto (IATA: RUV, ICAO: MGRB) este un aeroport din Chisec⁠(d), Chisec⁠(d), Departamento de Alta Verapaz⁠(d), Guatemala.
Situat la o altitudine de 130 m, aeroportul dispune de o singură pistă.